# 拿索斯唱片

拿索斯唱片（英語：Naxos Records），是一家成立于1987年的古典音樂唱片公司，乃西曼國際唱片公司（NHN International Ltd.）的最重要成員，後者也是世界最大的獨立古典樂唱片出版集團。拿索斯唱片以碟片价格低廉而知名，与其他厂牌相比装帧设计较为简单。成立早期常与中欧及东欧的一些管弦乐团，及一些相对不知名的指挥家和演奏家合作，以降低录制成本。之后拿索斯对一些历史录音进行了发行，也录制了一些当代作曲家的音乐作品。近年来拿索斯还涉足爵士乐、世界音乐，以及音乐相关的书籍。

## 歷史
旅居香港的德籍匈牙利裔商人克勞斯·海曼（Klaus Heymann，小提琴家西崎崇子的丈夫），本在香港創立香港唱片，向非華裔人士推廣中樂。在1980年代初，隨著亞洲華人地區日益富庶，他決定向香港、臺灣和中國大陆等地的樂迷推廣古典樂，在香港唱片的品牌下推出了一系列的平價的古典音樂卡式錄音帶（Budget classics系列），介紹很多當時不為香港與華人世界所認識的東歐共產主義國家的古典音樂家。並在香港唱片的名下推出一個稱為马可波罗的亞品牌，出版一些在華人社會（包括了淺資古典樂迷）鮮為人知的古典樂名曲。
1987年，海曼賣掉了香港唱片，集資成立了專門出版古典音樂為主的拿索斯唱片。拿索斯一反古典音樂各大廠牌向來所走的高價位路線，以平價掀起了一波革命。海曼為了節省高昂的製作成本，因此不去找那些知名卻索價昂貴的西歐古典音樂大師與大牌管絃樂團合作，而是完全從音樂性本身為出發點，改自東歐等地找來許多優秀卻不知名的音樂家，同時並勇於錄製罕見曲目，並多以DDD全數位化方式製作。在這番逆向操作下，反而意外造就了拿索斯的高市佔率。近年來拿索斯的錄音技術大幅提升，也開始漸漸吸引許多知名的大牌音樂家與之合作。同時也因橫跨全球的廣大銷售點，使得眾多發燒級的獨立精緻小廠，紛紛請拿索斯代為經銷，使得拿索斯發展成為今日全球最大的唱片集團之一，漸漸在1990年代末期確立其在古典樂界的主要地位，並在2005年得到留聲機雜誌選評為最佳古典樂品牌大賞。
在九十年代拿索斯曾試圖開發一系列的半獨立唱片品牌，但並不是全部獲得成功的，卻贖回了舊香港唱片和馬可勃羅品牌。而二十一世紀更有一些以生產發燒唱片聞名的小廠加盟或與HNH聯營合作。
在世紀之交拿索斯率先成立網絡音樂數位圖書館，並和各地的圖書館合作成立，可以使人免費在線上聽到其出版的音樂串流媒體。之後也較早把所有出版過的錄音給像Spotify等付費式賺取月費，但音質較好和使用較音樂圖書館簡便的串流媒體，並承這個變成了該公司最大的宗的收入來源了。

## 特色
比起主流大廠，拿索斯的古典音樂CD系列有其明顯之特色。
第一個特色，是推出平價的新錄音。不像DG、迪卡等唱片大廠，總會把新錄音的CD價格抬高（高價版，港幣過100元），再版之後才會慢慢減價至CD基本價格（中價版、低價版）的做法，拿索斯是一開始就直接以低價版的價位，採取「薄利多銷」的策略，因此深受學生族群、年輕愛樂者們的歡迎，讓古典音樂的親近門檻大為降低。(現時拿索斯新的CD售價不過低了，只是其他品牌稍平宜一些)
第二個特色是，為了減低成本，與拿索斯合作的音樂家，多為對一般愛樂者而言較陌生的獲獎年青音樂家，或原東歐集團的知名管弦樂團、樂手。雖然他們的知名度較低，但演出的品質卻極高，因此經常物超所值。在2010年左右拿索斯調高了唱片的售價，但仍然比其他全新的古典樂錄音CD便宜。
第三個特色是，相較古典唱片各大廠相對狹隘的曲目名單，拿索斯所涵蓋的曲目範圍非常廣泛，許多古典樂迷所熟悉的著名曲目，反而常常只有一、二個版本。相對的，拿索斯十分積極錄製許多長年被忽視的文藝復興音樂和現代音樂曲目，以及古典、浪漫派大作曲家們平日較少被演奏、錄音的冷門曲目。後來更錄制出版不少雖然在共曉時期曾經享有盛名，但因為在錄音時代前逝世和絕少或從未被錄音出碟的，所以很難找齊其作品的古典音樂作曲家的作品，如拉夫丶梅耶貝爾丶施波爾丶維厄當丶漢斯·克里斯蒂安·倫拜等。